# Février 2009 en sport
Pour un article plus général, voir 2009 en sport.

## Principaux rendez-vous
- 16 janvier au 1er février, Handball : Championnat du monde masculin 2009 en Croatie.
- 19 janvier au 1er février, Tennis : Open d'Australie à Melbourne.
- 29 janvier au 1er février, Rallye : Rallye d'Irlande.
- 31 janvier et 1er février, Cyclisme : Championnats du monde de cyclo-cross à Hoogerheide.
- 1er, Football américain : Super Bowl à Tampa.
- 1er au 8, Luge : Championnats du monde à Lake Placid.
- 2 au 8, Patinage artistique : Championnats des quatre continents à Vancouver.
- 3 au 15, Ski alpin : Championnats du monde à Val-d'Isère.
- 7 et 8, Rugby à XV : première journée du Tournoi des Six Nations.
- 7 et 8, Judo : Tournoi de Paris
- 7 et 8, Patinage de vitesse : Championnats du monde toutes distances à Hamar.
- 7 et 8, Tennis : premier tour de la Fed Cup.
- 12 au 15, Rallye : Rallye de Norvège.
- 13 et 14, Rugby à XV : première journée du Super 14.
- 13 au 22, Biathlon : Championnats du monde à Pyeong-Chang.
- 16 au 1er mars, Bobsleigh et Skeleton : Championnats du monde 2009 à Lake Placid.
- 18 au 28, Omnisports : Universiade d'hiver à Harbin.
- 19 au 22, Basket-ball : Semaine des As au Havre.
- 19 au 1er mars, Ski nordique : Championnats du monde 2009 à Liberec.
- 22, Hockey sur glace : finale de la Coupe de France 2008-2009.

## Chronologie

### Dimanche1erfévrier2009
- Cyclisme : Le Belge Niels Albert devient Champion du monde de cyclo-cross.
- Football américain : Les Steelers de Pittsburgh remportent le Super Bowl XLIII face aux Cardinals de l'Arizona 27-23.
- Golf :
  - PGA Tour : L'Américain Kenny Perry gagne le FBR Open.
  - Tour européen PGA : Le Nord-Irlandais Rory McIlroy remporte le Dubai Desert Classic.
- Handball : L'Équipe de France enlève un troisième titre mondial masculin en gagnant en finale contre la Croatie, 24-19. La Pologne complète le podium, en s'imposant, 31-23, face au Danemark.
- Rallye : En ouverture du Championnat du monde des rallyes 2009, le Français Sébastien Loeb remporte le Rallye d'Irlande.
- Ski alpin :
  - L'Autrichien Manfred Mölgg gagne le slalom masculin de Coupe du monde de Garmisch.
  - L'Américaine Lindsey Vonn enlève le slalom géant féminin de Coupe du monde de Garmisch.
- Tennis :
  - L'Espagnol Rafael Nadal bat le Suisse Roger Federer en cinq sets en finale de l'Open d'Australie 2009.
  - La paire indienne Sania Mirza-Mahesh Bhupathi remporte le double mixte de l'Open d'Australie 2009 face à celle, franco-israélienne, composée de Nathalie Dechy et Andy Ram (6-3, 6-1).
- Voile : Michel Desjoyeaux remporte le Vendée Globe 2008-2009 après 84 jours, 3 heures et 9 minutes de course.

### Lundi2 février2009
- Baseball : Les Vénézuéliens de Tigres de Aragua s'imposent 3-2 face aux Dominicains de Tigres del Licey en ouverture de la Série des Caraïbes 2009.

### Mardi3 février2009
- Ski alpin : l'Américaine Lindsey Vonn remporte le super G féminin qui ouvre les Championnats du monde de ski alpin 2009 à Val-d'Isère devant la Française Marie Marchand-Arvier et l'Autrichienne Andrea Fischbacher.

### Mercredi4 février2009
- Ski alpin : le Suisse Didier Cuche remporte le super G masculin des Championnats du monde de ski alpin 2009. L’Italien Peter Fill est vice-champion et le Norvégien Aksel Lund Svindal termine à la 3e place.

### Jeudi5 février2009
- Hockey sur glace : 1re des 3 journées des tournois de qualification olympique masculins :
  - Groupe E à Hanovre :
    -  Slovénie 3-4 (a.p.)  Autriche
    -  Allemagne 7-1  Japon

  - Group F à Rīga :
    -  Italie 2-3  Ukraine
    -  Lettonie 7-3  Hongrie

  - Groupe G à Oslo :
    -  Danemark 1-2 (a.p.)  France
    -  Norvège 2-1  Kazakhstan

### Vendredi6 février2009
- Luge : l'Américaine Erin Hamlin remporte son 1er titre de Championne du monde et met fin à 15 ans d'hégémonie allemande. L'Allemande Natalie Geisenberger est vice-championne et l'Ukrainienne Natalia Yakushenko termine à la 3e place.

- Ski alpin : l'Autrichienne Kathrin Zettel remporte le super combiné féminin des Championnats du monde de ski alpin 2009. La Suissesse Lara Gut est vice-championne et l'Autrichienne Elisabeth Görgl termine à la 3e place.

- Hockey sur glace : 2e des 3 journées des tournois de qualification olympique masculins :
  - Group F à Rīga :
    -  Italie 4-1  Hongrie
    -  Ukraine 2-4  Lettonie

### Samedi7 février2009
- Baseball : Les Vénézuéliens de Tigres de Aragua remportent la Série des Caraïbes 2009.

- Hockey sur glace : 2e des 3 journées des tournois de qualification olympique masculins :
  - Groupe E à Hanovre :
    -  Slovénie 4-5 (t.a.b.)  Japon
    -  Autriche 1-2  Allemagne

  - Groupe G à Oslo :
    -  Danemark 3-2  Kazakhstan
    -  France 2-3  Norvège

- Rugby à XV : 1re journée du Tournoi des six nations 2009 :
  -  Angleterre 36-11  Italie
  -  Irlande 30-21  France

- Ski alpin : le Canadien John Kucera remporte la descente masculine des Championnats du monde de ski alpin 2009. Les Suisses Didier Cuche et Carlo Janka prennent, respectivement, les 2e et 3e places.

- Squash : Finales du championnat de France à La Ciotat:
  - Thierry Lincou remporte son 11e titre, en disposant de Grégory Gaultier.
  - Camille Serme remporte son 1er titre, en disposant d'Isabelle Stoehr et privant cette dernière de son 10e titre consécutif.

### Dimanche8 février2009
- Golf : l'Américain Nick Watney remporte le Buick Invitational, du PGA Tour.

- Hockey sur glace : 3e et dernière journée des tournois de qualification olympique masculins. Les équipes en gras sont qualifiées pour les Jeux olympiques :
  - Groupe E à Hanovre :
    -  Japon 2-5  Autriche
    -  Allemagne 2-1  Slovénie

  - Group F à Rīga :
    -  Hongrie 3-4 (t.a.b)  Ukraine
    -  Lettonie 4-1  Italie

  - Groupe G à Oslo :
    -  Kazakhstan 8-2  France
    -  Norvège 5-3  Danemark

- Patinage artistique : Avec un titre et trois médailles d'argent, le Canada domine les Championnats des quatre continents de patinage artistique 2009.

- Rugby à XV : dernière rencontre de la 1re journée du Tournoi des six nations 2009 :
  -  Écosse 13-26  Pays de Galles

- Tennis :
  - le Croate Marin Čilić remporte le tournoi de Zabreb.
  - le Chilien Fernando González remporte l'Open de Viña del Mar.
  - le Français Jo-Wilfried Tsonga remporte le tournoi de Johannesburg.

### Lundi9 février2009
- Ski alpin :
  - le Norvégien Aksel Lund Svindal remporte le super combiné masculin des Championnats du monde de ski alpin 2009. Le Français Julien Lizeroux est vice-champion et le Croate Natko Zrnčić-Dim termine à la 3e place.
  - l'Américaine Lindsey Vonn remporte la descente féminine des Championnats du monde de ski alpin 2009 et son 2e titre après celui du Super G. La Suissesse Lara Gut est vice-championne et l'Italienne Nadia Fanchini termine à la 3e place.

### Jeudi12 février2009
- Ski alpin :
  - l'Allemande Kathrin Hölzl remporte le slalom géant des Championnats du monde de ski alpin 2009. La Slovène Tina Maze est vice-championne et la Finlandaise Tanja Poutiainen termine à la 3e place.

### Vendredi13 février2009
- Ski alpin :
  - le Suisse Carlo Janka remporte le slalom géant des Championnats du monde de ski alpin 2009. L'Autrichien Benjamin Raich est vice-champion et l'Américain Ted Ligety termine à la 3e place.

### Dimanche16 février2009
- Sport automobile : l'Américain Matt Kenseth remporte le Daytona 500, manche d'ouverture de la NASCAR Sprint Cup Series.

### Dimanche22 février2009
- Hockey sur glace : Les Brûleurs de loups de Grenoble remportent la Coupe de France 6-1 face aux Ducs de Dijon.

### Samedi28 février2009
- Combiné nordique. L'Américain Bill Demong devient champion du monde dans l'épreuve individuelle K120 + 10 km.

- Omnisports. Clôture de l'Universiade d'hiver 2009 à Harbin.

- Football :

- La Fifa donne son accord pour tester l'arbitrage à cinq lors de compétitions professionnelles pour la saison 2009/2010.

- 26e journée de Ligue 1 (classement provisoire)
1. Olympique lyonnais (52 pts) -1 match
2. Toulouse Football Club (46 pts) (+11)
3. Paris Saint-Germain Football Club (46 pts) (+10) -1 match

- Rugby à XV :

- 18e journée du Top 14
1. Stade toulousain (66 pts)
2. Stade français Paris rugby (60 pts)
3. Union sportive arlequins perpignanais (60 pts)

- Cyclisme : David Lappartient (35ans) est élu à la présidence de la Fédération française de cyclisme pour un mandat de 4 ans. Il succède à Jean Pitallier (76 ans)

- Moto : La Bulgarie accueillera à compter de 2012 un Grand Prix de Vitesse.

- Ski de fond. La Polonaise Justyna Kowalczyk remporte le titre de championne du monde sur 30 km libre.